# 전의이씨 삼위 효열 정려
전의이씨삼위효열정려(全義李氏 三位 孝烈 旌閭)는 대한민국 충청남도 공주시 사곡면에 있다. 2012년 4월 16일 공주시의 향토문화유적 제33호로 지정되었다.